# マニウス・アキリウス・グラブリオ (紀元前67年の執政官)
マニウス・アキリウス・グラブリオ（ラテン語: Manius Acilius Glabrio、生没年不詳）は紀元前1世紀初期・中期の共和政ローマの政治家。紀元前67年に執政官（コンスル）を務めた。

## 出自
グラブリオはプレブス（平民）であるアキリウス氏族の出身。氏族は紀元前3世紀の終わり頃から歴史資料に登場する。氏族で最初に執政官となったのは、マニウス・アキリウス・グラブリオで紀元前191年のことであった。
グラブリオの父のプラエノーメンもマニウスで、紀元前122年頃に護民官を務めた。母はムキウス氏族の出身で、紀元前133年の執政官プブリウス・ムキウス・スカエウォラの娘という説と、紀元前117年の執政官クィントゥス・ムキウス・スカエウォラの娘とする説がある。後者である場合は、グラブリオはガイウス・ラエリウス・サピエンス（紀元前140年執政官）のひ孫ということになる。

## 経歴
グラブリオに関する最初の記録は紀元前82年のことである。そのときグラブリオはスッラの継娘であるアエミリア・スカウルラと結婚していた。スッラはマリウス派との内戦に勝利して終身独裁官（ディクタトル）に就任したが、二人を離婚させてアエミリアを若く有能な軍人であるポンペイウスと再婚させた。アエミリアはこのとき妊娠していたが、出産時に死亡している。
紀元前70年にプラエトル（法務官）に就任。権力乱用罪に関する司法委員会の長を務めたが、このときにキケロがガイウス・ウェッレスを告訴し、一気に有名になっている。紀元前67年に執政官に就任。同僚執政官は、同じくプレブスのガイウス・カルプルニウス・ピソであった。両執政官は、選挙違反（de ambitu）に対する法律を採択した（アキリウス・カルプニウス法）。この法律では、有罪判決を受けた者は多額の罰金を支払わなければならず、元老院から追放され、生涯にわたって被選挙権を失うことになった。いくつかの資料では、この法律に関してはピソだけが関わったとされており、このためカルプニウス法（Lex Calpurnia）と呼ばれることもある。
紀元前67年、ガビニウス法（Lex Gabinia）により、ポンペイウスに海賊討伐の全権が与えられた。これに従って、グラブリオにはビテュニアとポントスにおける軍事行動が割り当てられた。この地域では紀元前75年から第三次ミトリダテス戦争が続いていた。グラブリオは迅速な勝利を期待して東に急いだ（既にポントスは何度もローマに敗北していた）。この件に触れている古代の著者達（キケロ、サッルスティウス、アッピアノス）は全般的な記述を行っているのみで、グラブリオの戦いの詳細は不明である。ただ、前任者であるルキウス・リキニウス・ルクッルスから引き継いだ軍隊は、長引く戦争だけではなく新しい指揮官に非常に不満を持っていたようである。このため、ルクッルスが再度指揮を執ることとなり、紀元前66年になってポンペイウスが最終的に指揮を引き継いだ。
ローマに戻ったグラブリオは、紀元前63年末のカティリナ弾劾の議論に加わっている。グラブリオに関する最後の記録は紀元前57年のもので、依然として元老院議員を務めており、また神祇官の一員であった。

## 子孫
グラブリオの妻アエミリア・スカウラはマルクス・アエミリウス・スカウルス（紀元前115年執政官）と、ルキウス・カエキリウス・メテッルス・ダルマティクス（紀元前119年執政官）の娘カエキリア・メッテラであった。アエミリア・スカウラは出産時に死去している。紀元前54年にマニウス・アキリウス・グラブリオという人物が母方の叔父の恩赦を求めているが、これはアエミリア・スカウラが生んだ息子と思われる。

## 参考資料

### 古代の資料
- アッピアノス『ローマ史』
- プルタルコス『対比列伝』
- ガイウス・サッルスティウス・クリスプス『歴史』
- マルクス・トゥッリウス・キケロ『ポンペイウスにインペリウムを与える際の演説』
- マルクス・トゥッリウス・キケロ『アッティクス宛書簡集』
- マルクス・トゥッリウス・キケロ『弟クィントゥス宛書簡集』

### 研究書
- Tiraspolsky G. Roman laws (pre-Justinian era). - M .: Flinta, 2010 .-- 312 p. - ISBN 978-5-9765-0737-1 .
- Broughton R. Magistrates of the Roman Republic. - New York, 1952. - Vol. II. - P. 558.
- Klebs E. Acilius // Paulys Realencyclopädie der classischen Altertumswissenschaft . - 1893. - Bd. I, 1. - Kol. 251.
- Klebs E. Acilius 38 // Paulys Realencyclopädie der classischen Altertumswissenschaft . - 1893. - Bd. I, 1. - Kol. 256-257.
- Klebs E. Acilius 39 // Paulys Realencyclopädie der classischen Altertumswissenschaft . - 1893. - Bd. I, 1. - Kol. 257.
- Münzer F. Mucius 21 // Paulys Realencyclopädie der classischen Altertumswissenschaft . - 1933. - Bd. XVI, 1. - Kol. 430-436.